# Laurin & Klement
Laurin & Klement war ein Fahrrad-, Motorrad- und Automobilhersteller in Böhmen und der Tschechoslowakei, der 1925 vom Maschinenbauer Škoda übernommen und in Laurin & Klement – Škoda, später nur Škoda, umbenannt wurde.

## Geschichte
Das Unternehmen wurde am 18. Dezember 1895 von dem Buchhändler Václav Klement und dem Schlosser Václav Laurin in Jungbunzlau (Mladá Boleslav, Böhmen) gegründet. Laurin war Gesellschafter der Firma Kraus & Laurin in Turnau, die Fahrräder reparierte. 

Beschwerde-Brief an den Fahrradhersteller Seidel & Naumann.

Die Initiative zur Gründung der Fabrik ging von Klement aus, der sich über den Hersteller seines Fahrrads, die Dresdner Firma Seidel & Naumann, geärgert hatte. Diese hatte eine tschechisch geschriebene Beschwerde Klements über die mangelhafte Haltbarkeit des Fahrrades hochmütig zurückgewiesen.

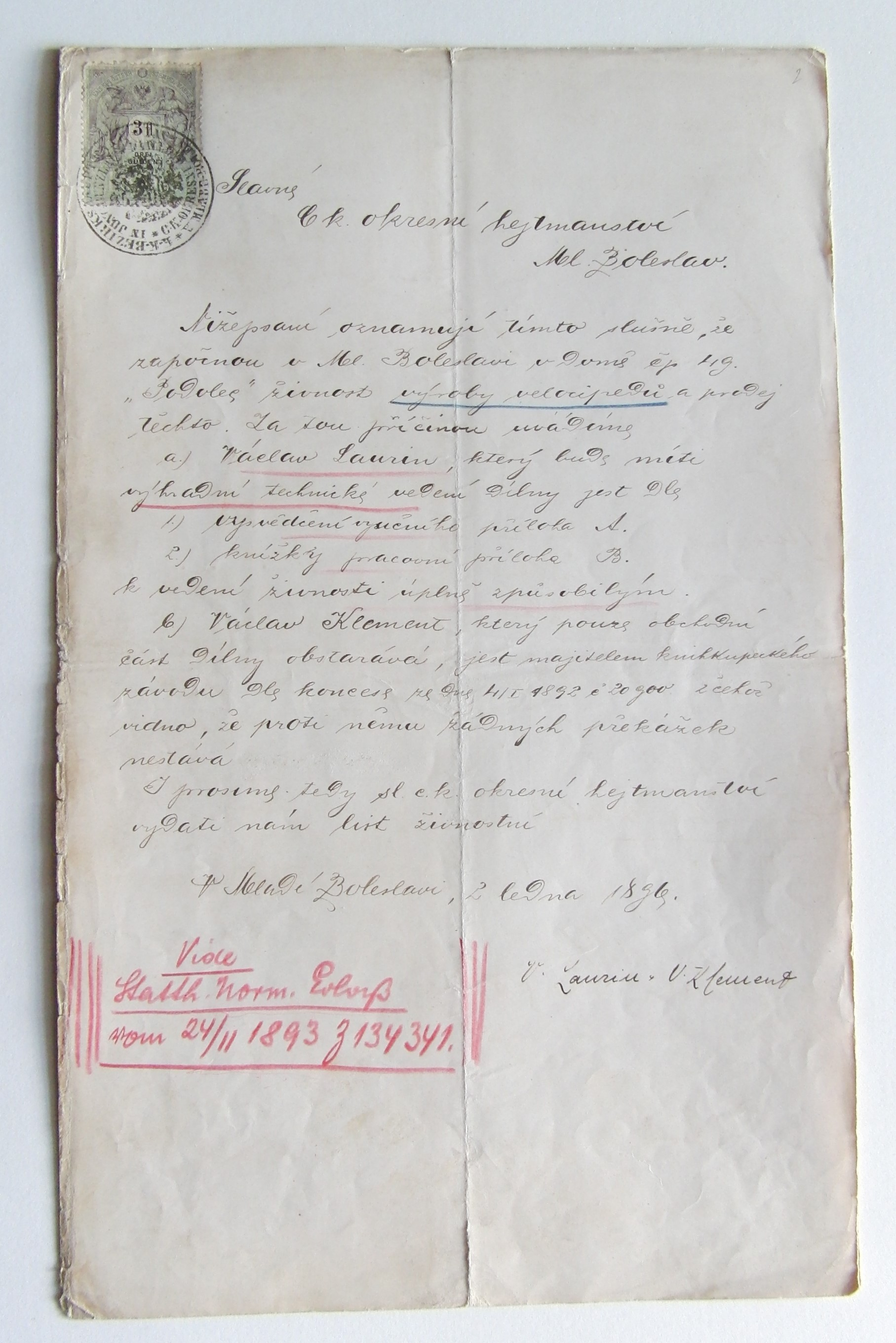
Registrierung und Information zur Aufnahme von Produktion und Vertrieb von Fahrrädern. (1886)

Fahrräder der Marke Slavia wurden hergestellt.

Gründung des Unternehmens Laurin & Klement (1895)

Anfangs reparierte und baute man Fahrräder der Marke Slavia, drei Jahre später auch mit Hilfsmotor. 1898 wurde außerhalb von Mladá Boleslav eine kleine Fabrik errichtet, in der 40 Arbeiter tätig waren. 1899 wurden die ersten Motorräder und ab 1905 Automobile hergestellt. Ende 1902 verließ bereits das 2000. Motorrad die Fabrik. Die L&K-Motorräder waren bei Wettbewerben sehr erfolgreich. Bei 34 Rennen im Jahr 1903 errangen sie 32 Siege. 1905 bauten L&K 19 verschiedene Motorrad-Typen mit Ein- und Zweizylindermotoren, dazu noch eine Vierzylindermaschine, die CCCC 5HP. Bereits 1901 hatte sich L&K mit der Entwicklung von Automobilen beschäftigt und auf der Automobilausstellung in Wien ein Fahrzeug mit Zweizylindermotor ausgestellt.
1905 wurden die ersten Automobile gebaut, zuerst der Typ A mit einem wassergekühlten 5,1 kW (7 PS) starken 1100-cm³-Zweizylindermotor und kurze Zeit später der Typ B mit 6,6 kW (9 PS) und 1395 cm³. 1907 folgten die Typen B2 mit 2278 cm² und 7,4 kW (10 PS) und der Typ C, ein Taxi mit 8,8 kW (12 PS).
1907 wurde das Unternehmen in eine Aktiengesellschaft umgewandelt, 1912 wurde die Reichenberger Automobil Fabrik übernommen und bald war das Unternehmen der größte Automobilhersteller in Österreich-Ungarn. 1909 wurde der Konstrukteur Otto Hieronimus eingestellt, der vorher schon bei Benz und Daimler gearbeitet hatte. Er war auch Rennfahrer und entwickelte den Typ FCR, einen Rennwagen, der 130 km/h erreichte.
Laurin & Klement baute neben Motorrädern und Automobilen auch Stationärmotoren, Nutzfahrzeuge, Omnibusse, landwirtschaftliche Maschinen und Straßenwalzen. Rund 40 Prozent der Automobile wurden nach Russland exportiert. Auch nach Japan, Südamerika, Neuseeland und in die meisten europäischen Länder wurden Fahrzeuge ausgeführt. In den Jahren bis 1914 waren die Fahrzeuge von Laurin & Klement sehr erfolgreich bei verschiedenen Rennveranstaltungen.
Nach Beginn des Ersten Weltkriegs wurde die Produktion auf Rüstungsgüter umgestellt, und erst 1919 konnte die Automobilproduktion wieder aufgenommen werden. Als Erstes erschienen der Typ Sh und der Kleinwagen Typ T. Es folgten größere Modelle mit Sechszylindermotoren und Knight-Schiebersteuerung. Ab 1924 wurden in Lizenz Lorraine-Dietrich-Flugmotoren hergestellt. In der Zeit von 1905 bis 1925 wurden rund 60 verschiedene Automodelle produziert.
Am 27. Juni 1925 wurde das Unternehmen an den Konzern Škoda verkauft (wobei Laurin technischer Direktor blieb). Die zu diesem Zeitpunkt gebauten Automobilmodelle wurden von Škoda Auto, wie die neue Firma nun hieß, zunächst unter dem Namen „Laurin & Klement – Škoda“ und dann unter dem Namen „Škoda“ weitergebaut. Der Bau von Fahr- und Motorrädern wurde dagegen eingestellt.
Škoda Auto bezeichnet die Spitzen-Ausstattungslinien der Modelle Octavia, Yeti,  Superb und Kodiaq zur Erinnerung an seine Ursprünge mit Laurin & Klement.

## Automobilmodelle

### Personenkraftwagen

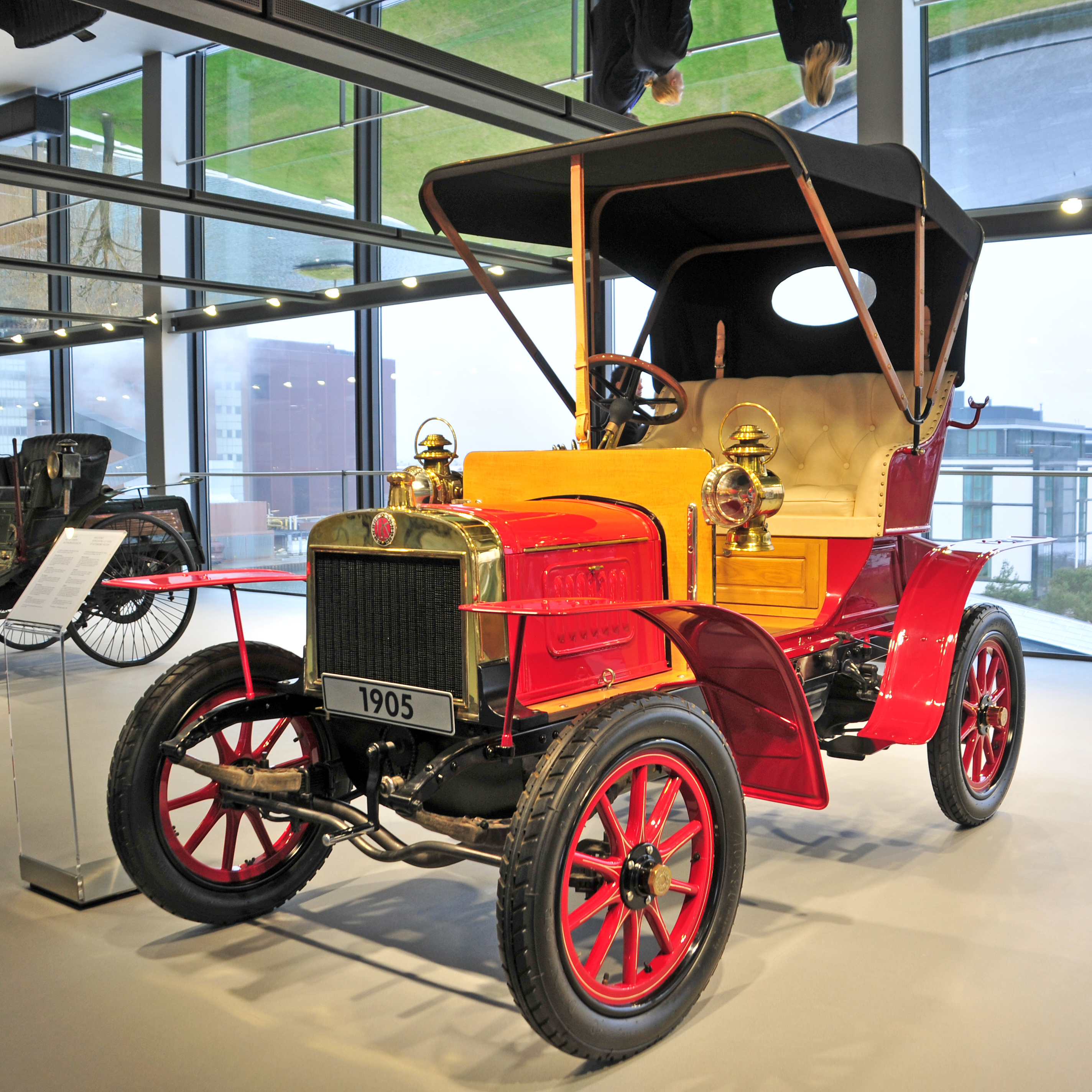
Laurin & Klement Typ A

| - Laurin & Klement A (1905) - Laurin & Klement B (1906) - Laurin & Klement C (1906) - Laurin & Klement E (1906) - Laurin & Klement B2 (1907) - Laurin & Klement C2 (1907) - Laurin & Klement BS (1908) - Laurin & Klement EN (1909) - Laurin & Klement ENS (1910) | - Laurin & Klement T / Ta (1914) - Laurin & Klement MK6 / 445 / 450 (1920) - Laurin & Klement A / 100 (1922) - Laurin & Klement 105 (1923) - Laurin & Klement 150 (1923) - Laurin & Klement 350 (1925) - Laurin & Klement 110 (1925) - Laurin & Klement 120 (1925) - Laurin & Klement 360 (1926) |

### Rennfahrzeuge
Viele Rennwagen waren modifizierte Personenkraftwagen.
- Laurin & Klement FC (1907)
- Laurin & Klement FCS (1908)
- Laurin & Klement FCR (1909)

### Nutzfahrzeuge

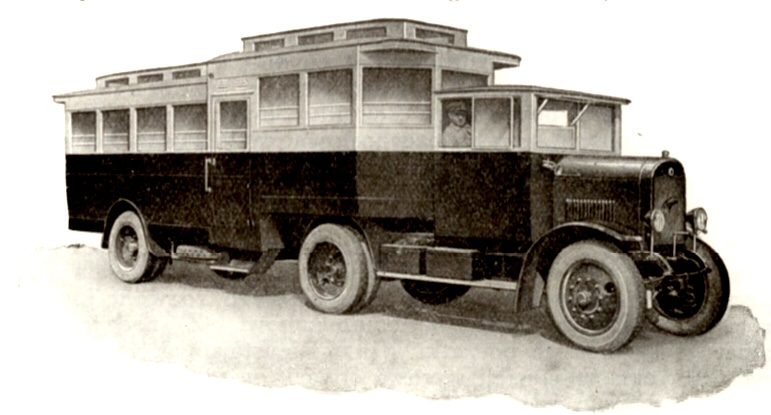
Laurin & Klement Typ 545 System „Martin“ 3 Achsen mit Vierzylindermotor 22/40 PS um 1926

Einige Nutzfahrzeuge sind leicht bis stark veränderte und auf den Bedarf umgebaute Personenkraftwagen.
- Laurin & Klement D (1906)
- Laurin & Klement E (1906)
- Laurin & Klement F (1907)
- Laurin & Klement FT (1907)
- Laurin & Klement HO, HL (1907)
- Laurin & Klement G (1908)
- Laurin & Klement DL, DO (1909)
- Laurin & Klement FDL, FDO (1909)
- Laurin & Klement L,LO (1909)
- Laurin & Klement FN, GDU, RG (1909)
- Laurin & Klement K, BB, LOKB (1911)
- Laurin & Klement LK (1911)
- Laurin & Klement S, SA (1911)
- Laurin & Klement SB, SC (1912)
- Laurin & Klement RK (1912)
- Laurin & Klement DN (1912)
- Laurin & Klement M, MB, MO (1913)
- Laurin & Klement MK (1913)
- Laurin & Klement O (1913)
- Laurin & Klement SD, SE, SG, SK (1913)

### Traktoren
- Laurin & Klement Excelsior (1916)

### Motorräder
- Laurin & Klement Typ 1 (1899)

## Bilder

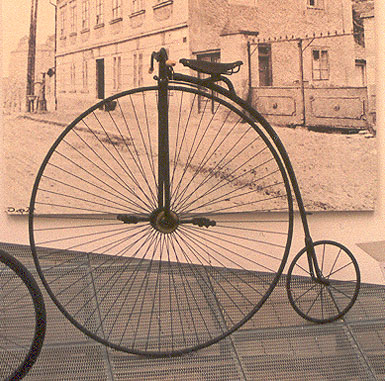
Fahrrad Škoda Muzeum, Mladá Boleslav
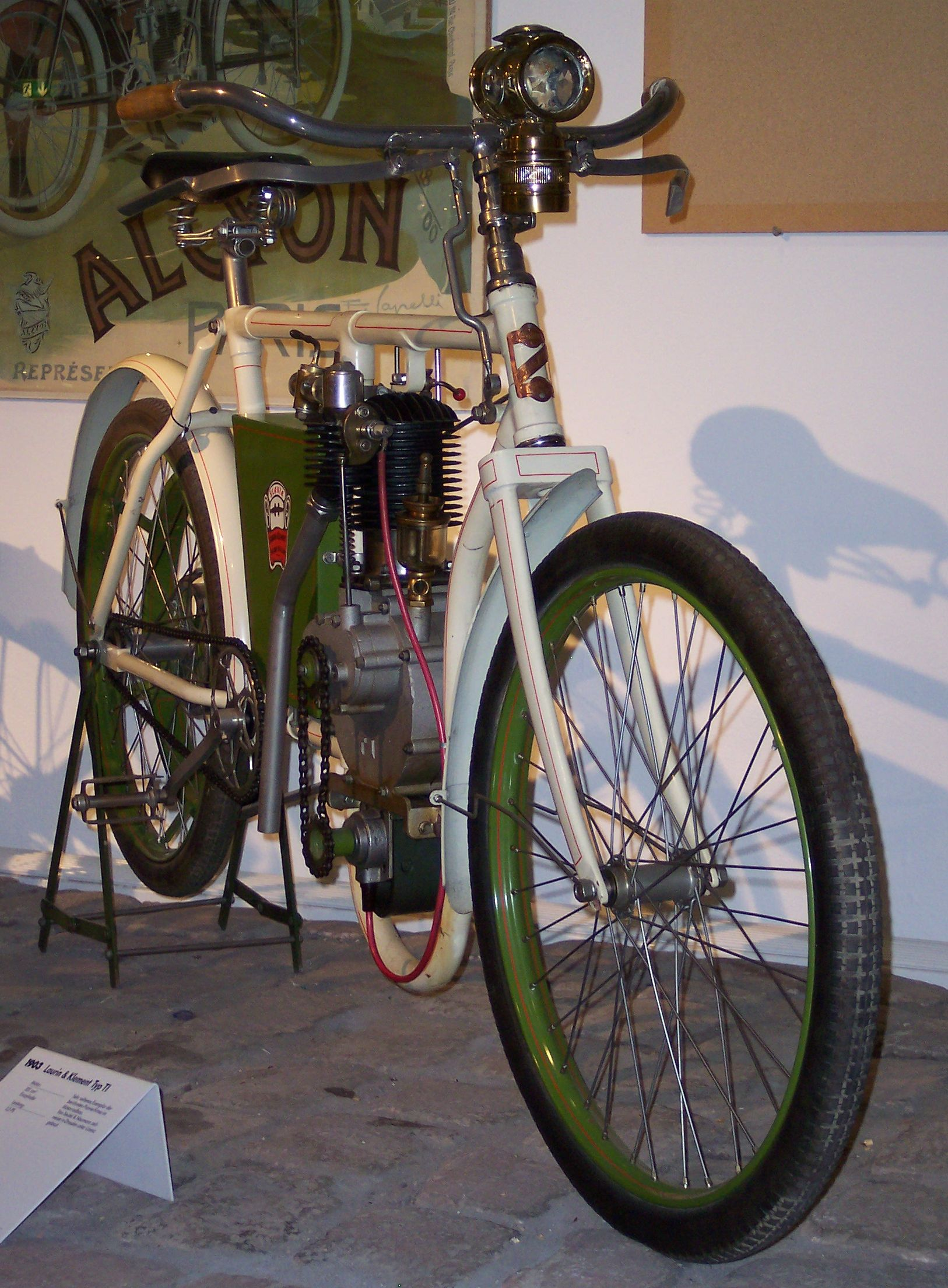
Laurin & Klement Typ TI (1903)
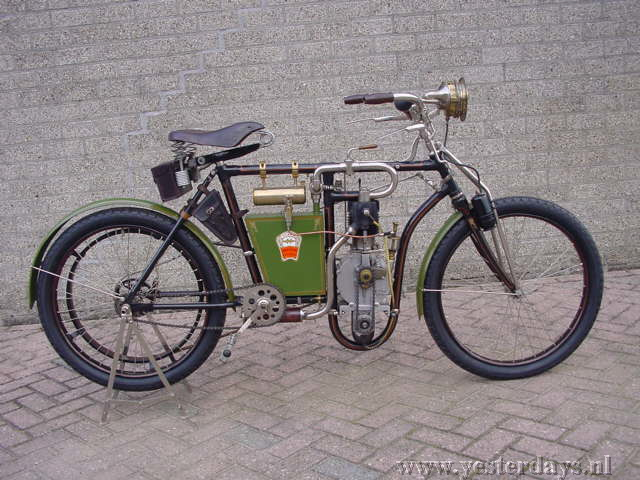
Laurin & Klement Typ TI (1903)
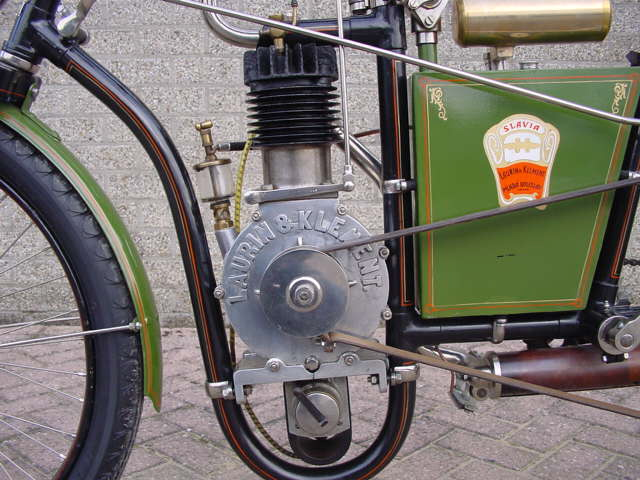
Laurin & Klement Typ TI (1903) Motorblock
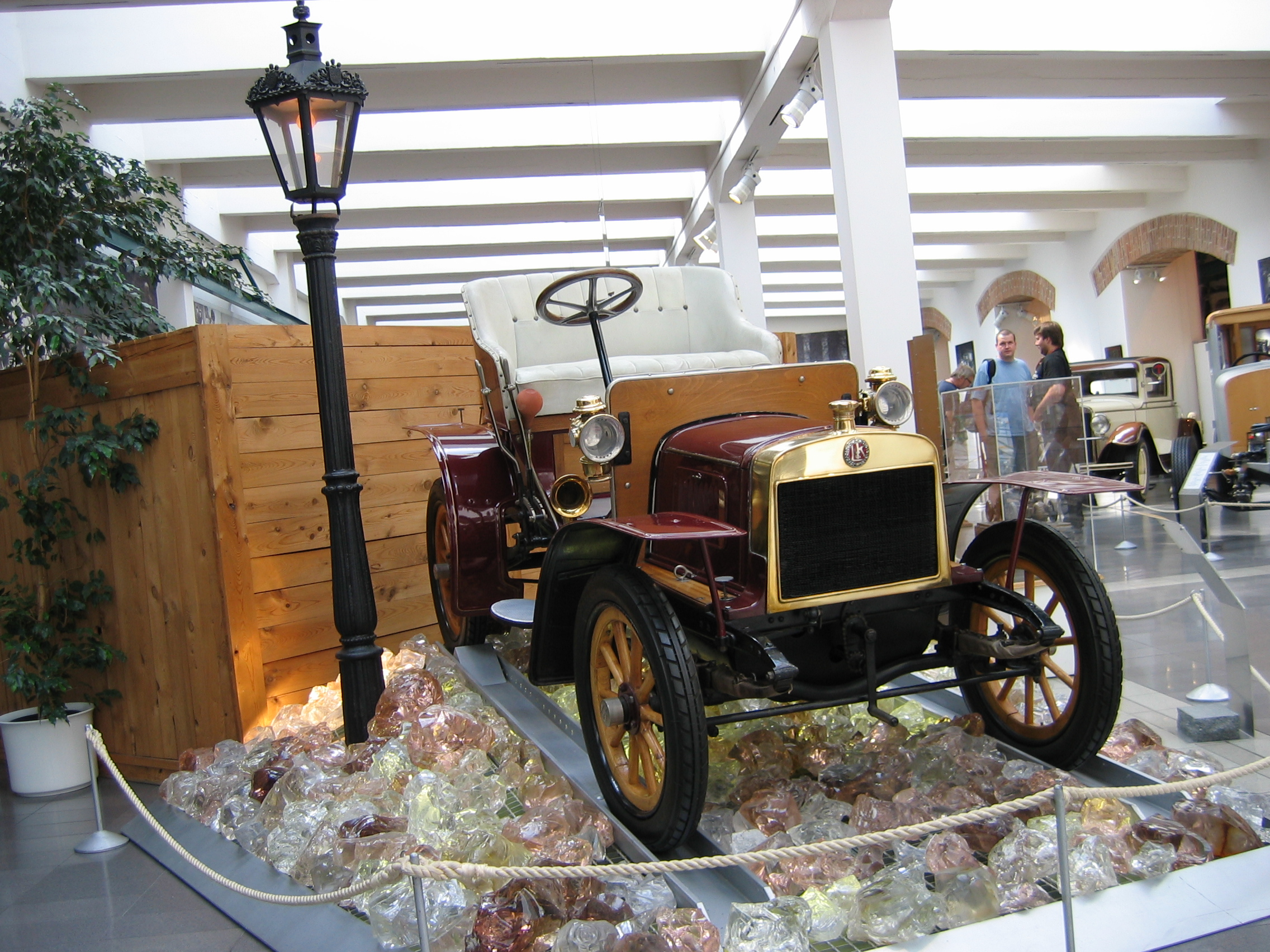
Laurin & Klement Typ A (1905) Škoda Muzeum, Mladá Boleslav
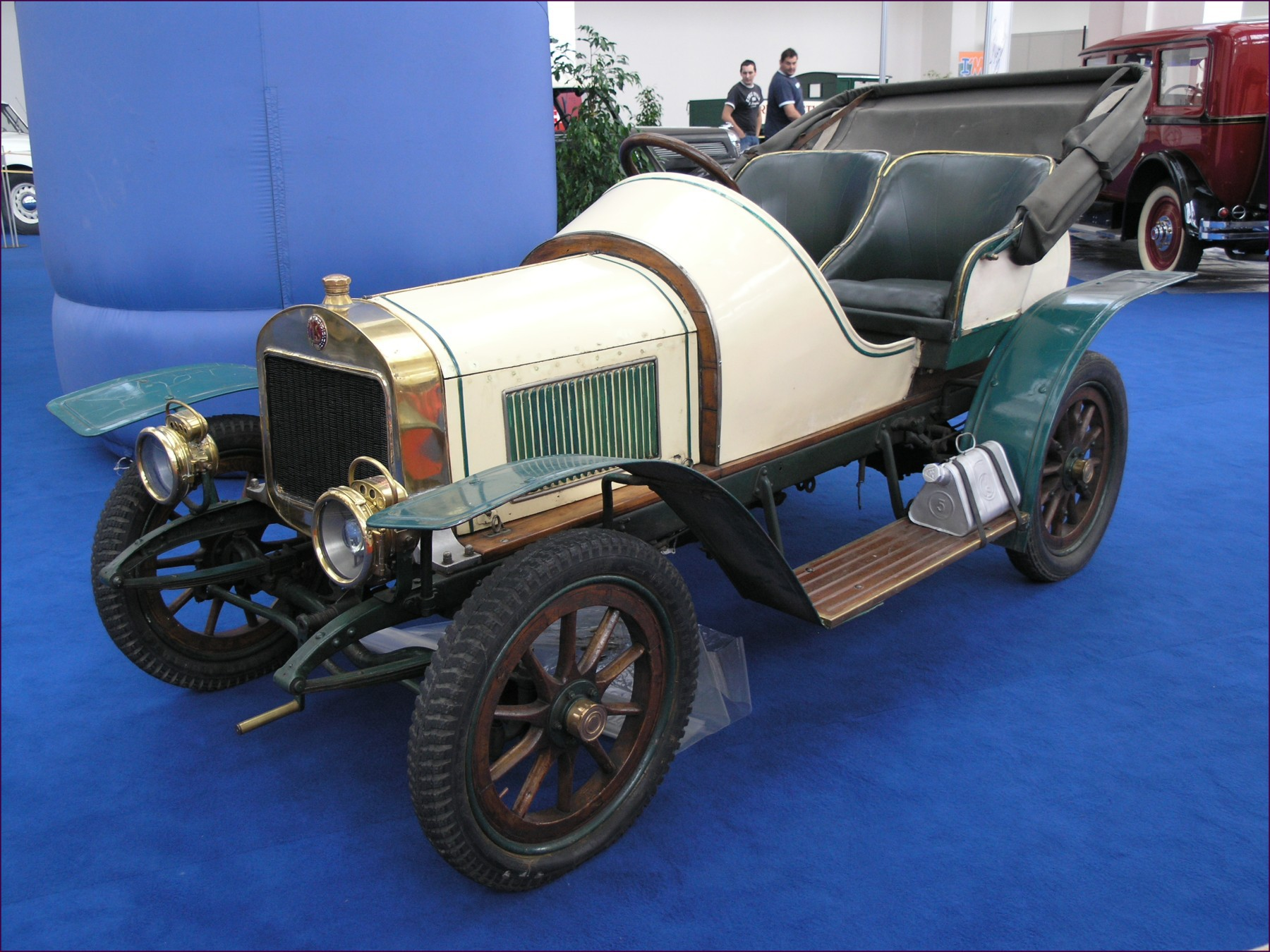
Laurin & Klement Typ BS (1907)
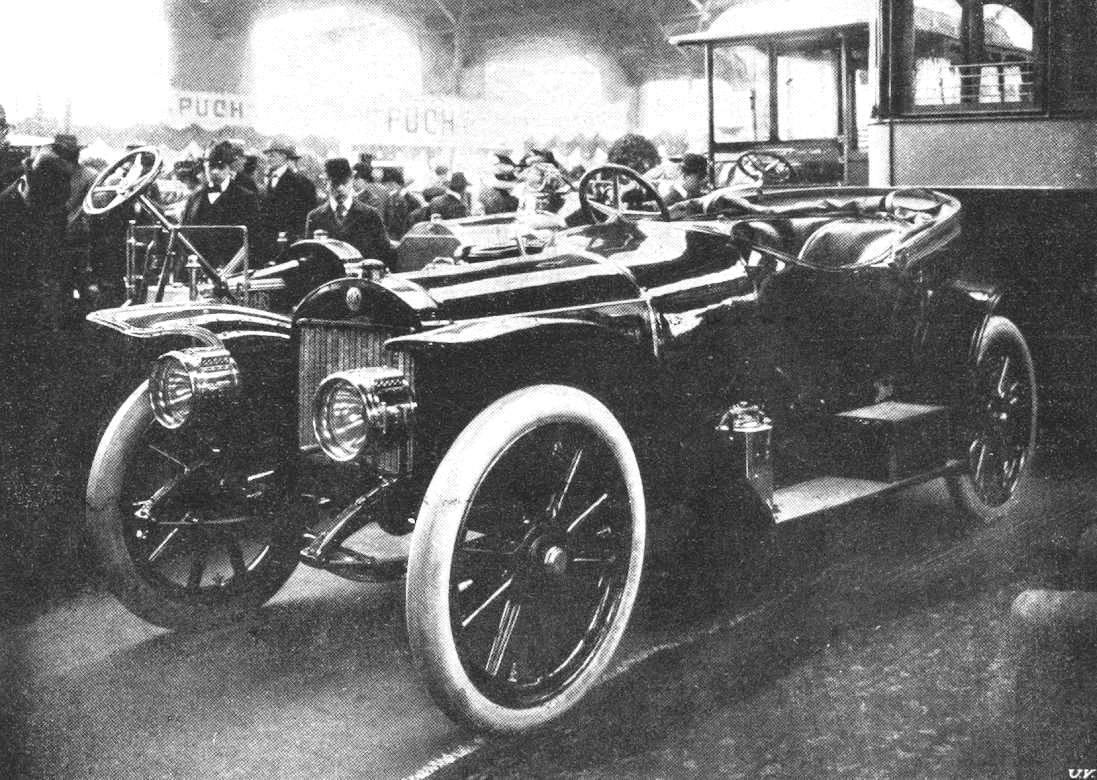
Laurin & Klement Typ Sa (1911) Prager Autosalon
Ein Autosalon im Jahre 1925 in Prag.
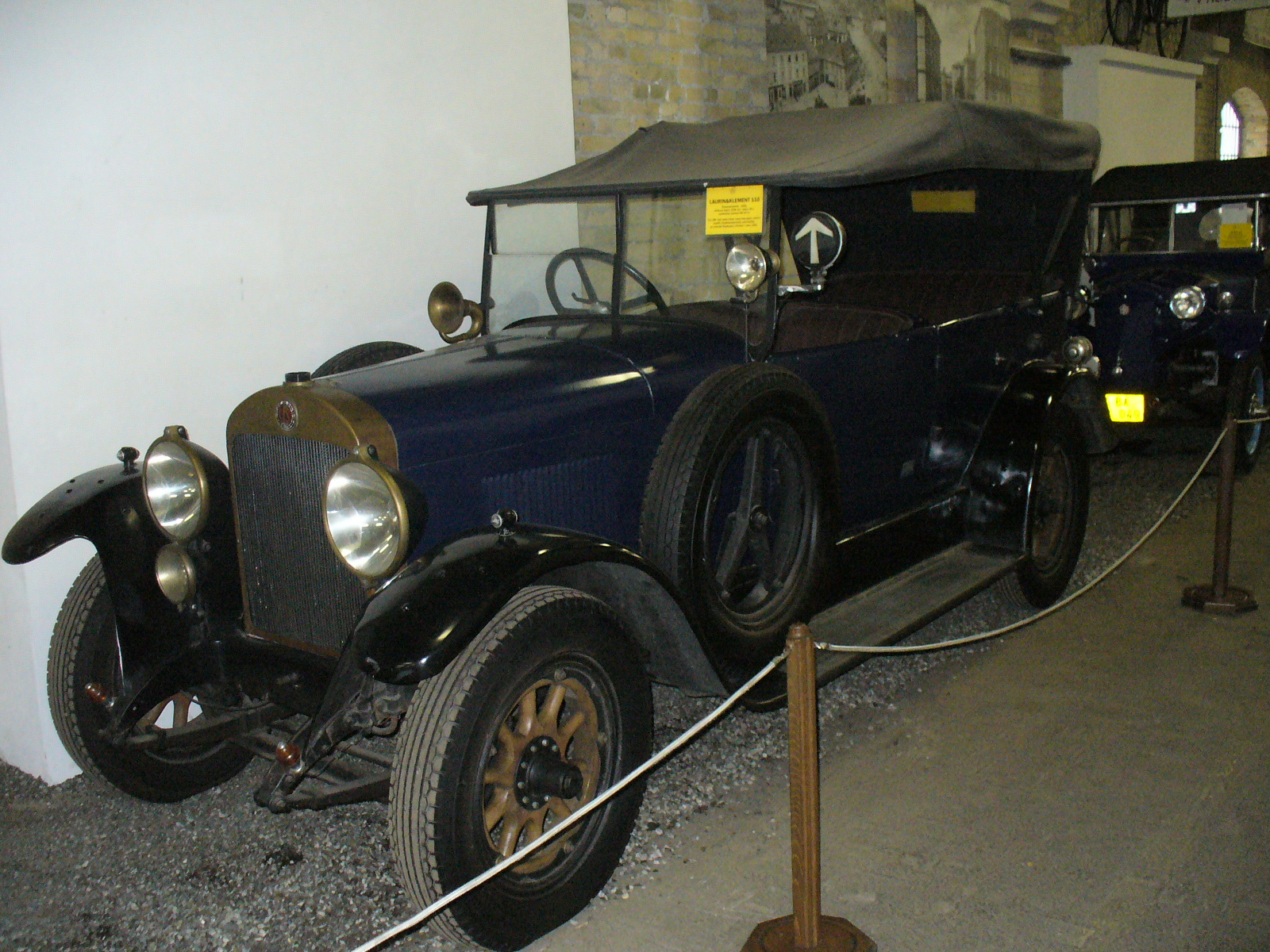
Laurin & Klement Typ Škoda 110 (1925) Múzeum dopravy, Bratislava
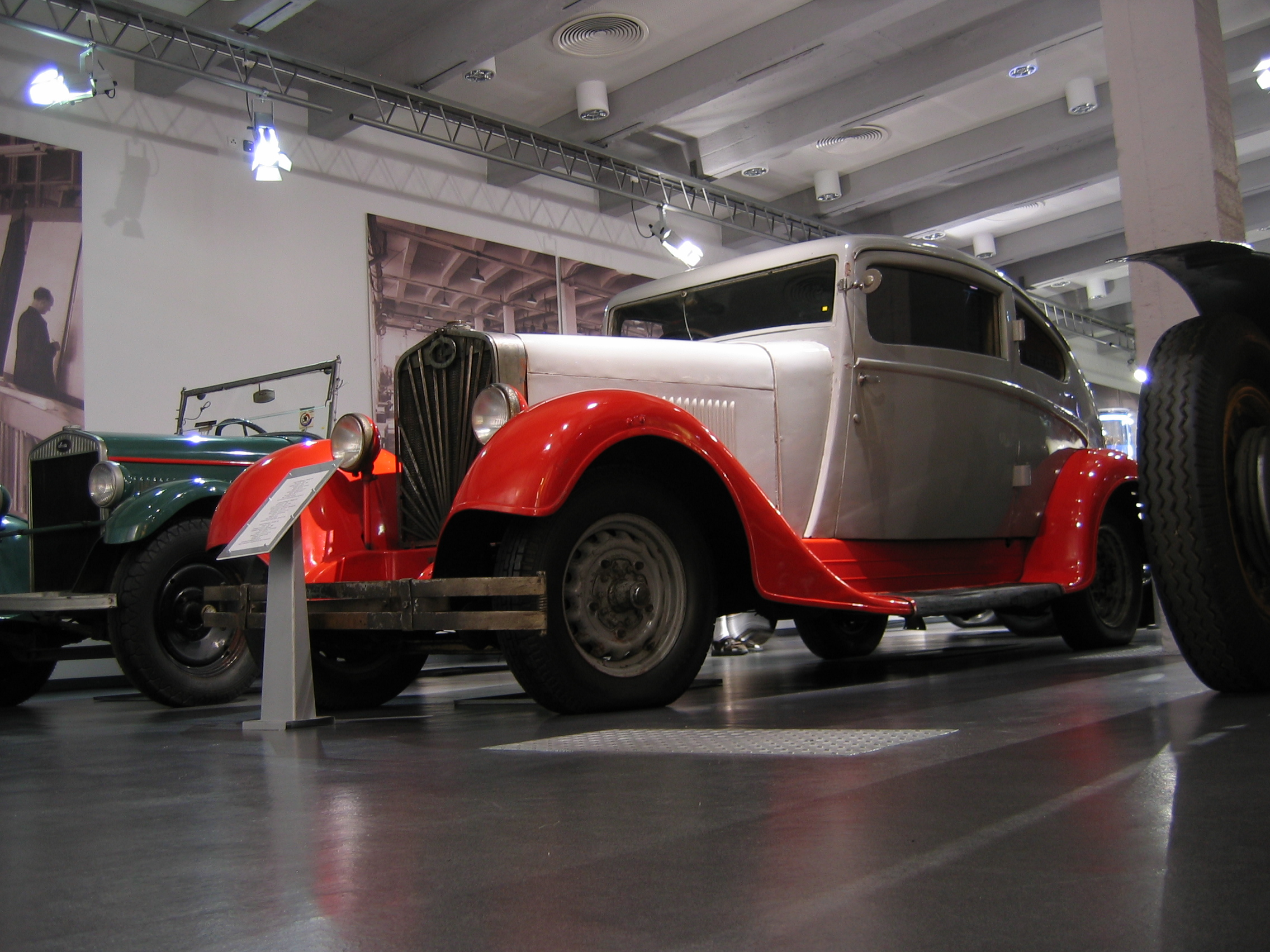
Laurin & Klement Typ Škoda 110 Škoda Muzeum, Mladá Boleslav